# Gnathochorisis abruptus
Gnathochorisis abruptus är en stekelart som beskrevs av Dasch 1992. Gnathochorisis abruptus ingår i släktet Gnathochorisis och familjen brokparasitsteklar. Inga underarter finns listade i Catalogue of Life.